# Leslie Baeza
Leslie Berenice Baeza Soto (Ciudad de México; 23 de enero de 1978) fue diputada local por el principio de representación proporcional en la XIII Legislatura del Honorable Congreso del Estado de Quintana Roo. Actual[¿cuándo?] secretaria general del Partido Revolucionario Institucional en el estado de Quintana Roo.

## Vida política
Diputada plurinominal de la XIII Legislatura en el Congreso del estado de Quintana Roo, presidente de la Comisión del Trabajo y Previsión Social.
Secretaria General del PRI estatal.
Secretaria del Fomento Cooperativo de la Federación Revolucionaria de Obreros y Campesinos del Estado de Quintana Roo.
Subsecretaria de gestión social del CEN del PRI.
Coordinadora de Vinculación Política del candidato a la presidencia de México, Lic. Enrique Peña Nieto.